# Jean-Pierre Rampal
Jean-Pierre Louis Rampal (Marseille, 7 de janeiro de 1922 — Paris, 20 de maio de 2000) foi um celebrado  flautista francês. A ele foi pessoalmente atribuído o retorno da popularidade da flauta, como instrumento clássico solo, a um nível inédito, desde o século XVIII.
André Jolivet e Francis Poulenc compuseram trabalhos para ele. A autobiografia de Rampal - Music, My Love - foi publicada em 1989.

## Carreira
Jean-Pierre Rampal é conhecido como o "Homem da Flauta de Ouro" por ser o dono da única flauta em ouro manufacturada pelo célebre fabricante de Flautas Louis Lot. Rampal tocou com essa flauta até 1958 altura em que a substituiu por uma outra fabricada também em ouro por William S. Haynes. Rampal achava que o metal transmitia ao som uma qualidade diferente da prata.
Ainda durante a guerra Rampal é igualmente conhecido por ter participado numa emissão clandestina de rádio emitida em Paris nos inicios de 1944 em que interpretou obras proíbidas pelos Nazis por terem ligações judaicas ... Hindemith, Schoenberg e Milhaud. Rampal era também conhecido entre os seus colegas por estar sempre disponível para ajudar.
Voltando à música propriamente dita Rampal é conhecido como referimos por ter trazido a flauta de volta a uma posição de destaque. Interpretou praticamente todo o reportório existente para o instrumento tendo inclusivamente alargado o seu âmbito quer através de peças escritas especialmente para ele (Rampal) de que se destaca sem dúvida a de Poulenc quer através de transcrições que ele próprio executava (por exemplo o concerto para Violino de Kachaturian)